# Blessing Afrifah
Blessing Akwasi Afrifah (né le 26 octobre 2003 à Tel Aviv-Jaffa) est un athlète israélien, spécialiste des épreuves de sprint.

## Biographie
Né en Israël de travailleurs immigrés venus du Ghana, Blessing Afrifah obtient la nationalité israélienne en 2020.
Il se classe 7e du 200 m lors des championnats du monde juniors 2021, et décroche cette même année ses deux premiers titres nationaux, sur 100 m et 200 m.
Il remporte la médaille d'or du 200 mètres lors des championnats du monde juniors 2022 à Cali, en établissant un nouveau record personnel ainsi qu'un nouveau record national d'Israël et un nouveau des championnats en 19 s 96. Il devient le premier israélien à descendre sous les 20 secondes sur 200 m et devance ainsi le Botswanais Letsile Tebogo de 6 millièmes de seconde.

## Palmarès
| Date | Compétition                   | Lieu   | Résultat | Épreuve | Temps   |
| ---- | ----------------------------- | ------ | -------- | ------- | ------- |
| 2022 | Championnats du monde juniors | Cali   | 1er      | 200 m   | 19 s 96 |
| 2022 | Championnats d'Europe         | Munich | 7e       | 200 m   | 20 s 69 |
| 2023 | Championnats d'Europe espoirs | Espoo  | 1er      | 200 m   | 20 s 67 |
| 2024 | Championnats d'Europe         | Rome   | 7e       | 200 m   | 20 s 97 |

## Records
| Épreuve | Temps               | Lieu     | Date        |
| ------- | ------------------- | -------- | ----------- |
| 100 m   | 10 s 20             | Tel Aviv | 21 mai 2023 |
| 200 m   | 19 s 96 (- 1,0 m/s) | Cali     | 4 août 2022 |